# Z-Girls
Z-Girls (The Fairies of Crystals Z-SQUAD o Z-Squad) è una serie televisiva animata sudcoreana prodotta nel 2006 per la SBS.
La serie è incentrata su Chaney, Jeanie ed Haemi, tre ragazze che, nel tentativo di diventare più forti, acquisiscono delle cinture magiche in grado di farle trasformare in eroine che salveranno l'immaginaria nazione Z in cui è ambientata la serie. È stata trasmessa in vari paesi; in Italia è andata in onda su DeA Kids dal dicembre 2008 e DeA Super! dal settembre 2010.
La serie è prodotta utilizzando il software di animazione 3D Alias Maya.
Nel 2007 è stata premiata come miglior programma d'animazione agli Asian Television Awards.

## Trama
Chaney, Jeanie e Haemi sono delle normali ragazze che vanno a scuola e sono molto brave negli sport, infatti, vincono sempre tutte le sfide; questo cambia quando arrivano i DDG 3, tre ragazzi snob ammirati da tutte le ragazze, in un primo momento questi le batteranno in una partita di pallavolo, ma con il potere dell'amicizia le Z-Girls riusciranno a sconfiggerli.

## Personaggi

### Protagonisti

#### Z-Girls
- Chaney (Perla Liberatori): è una ragazza forte e coraggiosa, i suoi capelli sono legati in due codini alti e di color rosso, indossa principalmente oggetti di color rosso e giallo (ad esempio nella trasformazione), ha una bambola che le permette di trasformarsi, quando dice: Potere del coraggio! Il suo simbolo è la stella.
- Haemi (Laura Amadei): è una ragazza dolce e generosa, i suoi capelli sono corti e di color magenta, indossa oggetti di color rosa e azzurro (ad esempio nella trasformazione), ha una bambola che le permette di trasformarsi, quando dice: Potere dell'amore! Il suo simbolo è il cuore. Più avanti riuscirà a guarire gli animali con i suoi poteri.
- Jeanie (Francesca Manicone): è una ragazza studiosa e curiosa, i suoi capelli sono di color verde, indossa oggetti di color verde e giallo (ad esempio nella trasformazione), ha una bambola che le permette di trasformarsi, quando dice: Potere della speranza! Il suo simbolo è il quadrifoglio. Ha un nonno che studia la magia e che custodisce un libro, da cui poi prenderà i poteri.

#### DDG 3
- Jinu (Marco Vivio): è un ragazzo arrogante e di buona famiglia, ha i capelli marroni con una frangia che va sugli occhi, è il leader del gruppo.
- Cal (Daniele Raffaeli): anche lui di famiglia benestante, a volte è in sicuro di ciò che fanno i suoi 2 compagni, è biondo e non sa andare in bici.
- Tae-o (Paolo Vivio): è il braccio destro di Jinu, ha i capelli neri e "gialli" legati in una coda.